# Fuentes Claras (kommunhuvudort)
Fuentes Claras är en kommunhuvudort i Spanien.   Den ligger i provinsen Provincia de Teruel och regionen Aragonien, i den östra delen av landet, 210 km öster om huvudstaden Madrid. Fuentes Claras ligger 913 meter över havet och antalet invånare är 554.
Terrängen runt Fuentes Claras är kuperad norrut, men söderut är den platt. Fuentes Claras ligger nere i en dal. Runt Fuentes Claras är det mycket glesbefolkat, med 3 invånare per kvadratkilometer. Närmaste större samhälle är Calamocha, 6,5 km norr om Fuentes Claras. Trakten runt Fuentes Claras består till största delen av jordbruksmark.